# Myoxocephalus
Myoxocephalus – rodzaj ryb skorpenokształtnych z rodziny głowaczowatych. Niektóre gatunki występują w Polsce.

## Klasyfikacja
Gatunki zaliczane do tego rodzaju:
| - Myoxocephalus aenaeus - Myoxocephalus brandtii - Myoxocephalus jaok - Myoxocephalus niger - Myoxocephalus ochotensis - Myoxocephalus octodecemspinosus - Myoxocephalus polyacanthocephalus | - Myoxocephalus quadricornis - kur rogacz, kur czterorogi - Myoxocephalus scorpioides - Myoxocephalus scorpius - kur diabeł - Myoxocephalus sinensis - Myoxocephalus stelleri - Myoxocephalus thompsonii - Myoxocephalus tuberculatus |

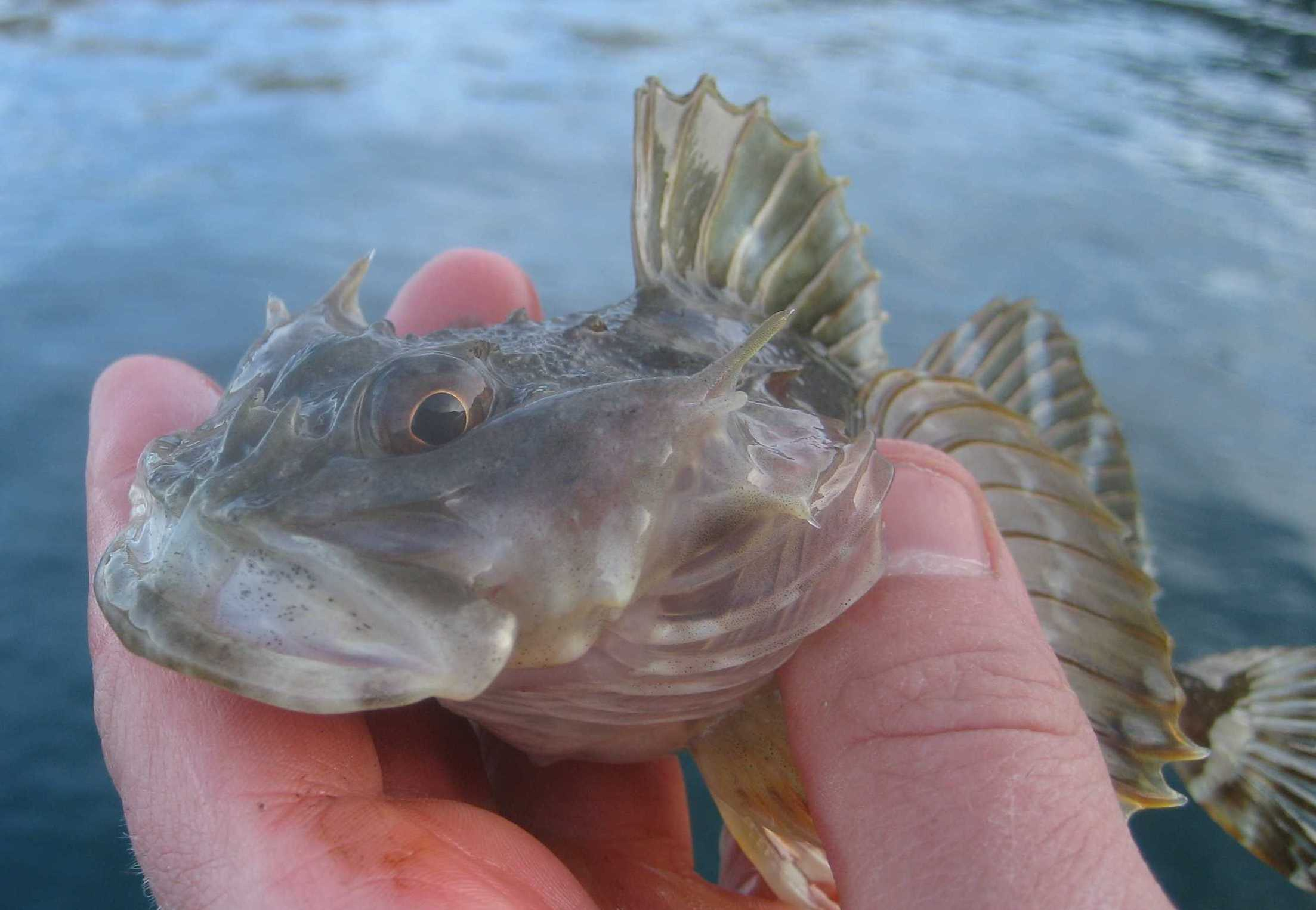
Myoxocephalus octodecemspinosus
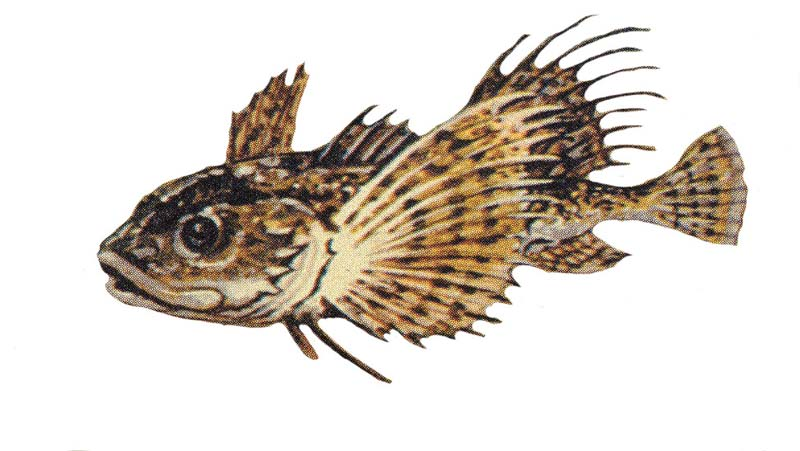
Myoxocephalus thompsonii
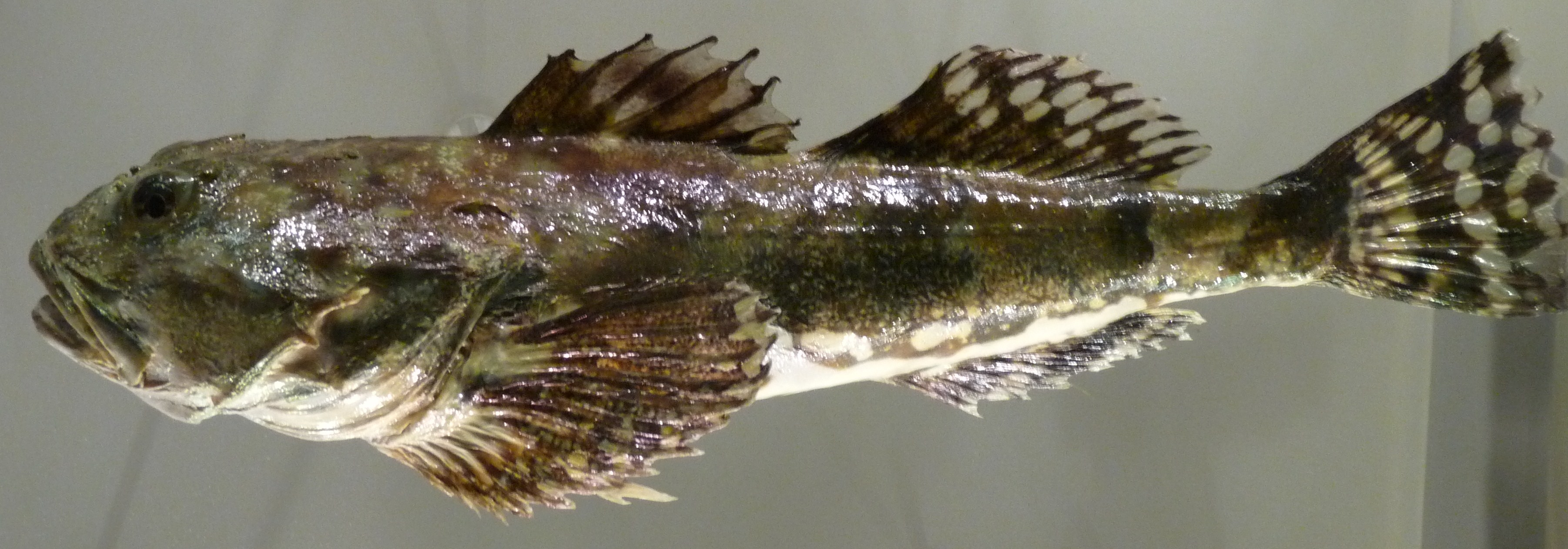
Myoxocephalus stelleri